# Santana de Parnaíba
Santana de Parnaíba är en stad och kommun i Brasilien och ligger i delstaten São Paulo. Den är en förort till São Paulo. Folkmängden i kommunen uppgick år 2014 till cirka 124 000 invånare.